# Niklas Sundin
Niklas Sundin (Gotemburgo; 13 de agosto de 1974) es un guitarrista sueco, compositor y artista, conocido por ser miembro de Dark Tranquillity y Laethora. Escribe algunas de las letras de Dark Tranquillity, ya que el vocalista y líder de la banda Mikael Stanne es quien escribe la mayoría de las canciones de la banda, y también escribió las letras del álbum de In Flames, The Jester Race además de traducir las letras que escribía el vocalista Anders Friden (del sueco al inglés) para los dos siguientes álbumes hasta que este se volviera más profesional a la hora de manejar el idioma inglés. Su estilo de componer música se caracteriza por tener fuertes influencias de black metal; ejemplos de esto son las canciones Inside The Particle Storm (del álbum Fiction) y Arkhangelsk (de We Are The Void), compuestas íntegramente por él.
Sundin es fundador de Cabin Fever Media, en donde, entre otras cosas, se dedica a diseñar las ilustraciones y arte de las carátulas para numerosas bandas de metal. Recientemente publicó un libro con diseños independientes. Él ha realizado diseños para bandas como In Flames, Arch Enemy, Nightrage, Sentenced, Kryptos y Fragments of Unbecoming, además de los utilizados por su propia banda.
El día 22 de marzo de 2020, Dark Tranquillity emitió un comunicado en su página de Facebook anunciando la salida Niklas de la banda de forma amistosa, con el fin de poder centrarse en sus proyectos personales, no sin agregar que aun permanecería colaborando con la banda en el diseño del arte de las portadas de sus futuros trabajos.
El 30 de marzo, Dark Tranquillity anunció de igual forma a través de su Facebook el ingreso de los guitarristas Johan Reinholdz y Christopher Amott cubriendo su puesto en la banda.

## Equipo
La mayoría de sus guitarras son Gibson Faded SG, Gibson 1983 Flying V, y una Ibanez IC400; él usa una J. Nunis SC1 personalizada, dos Gibson Les Pauls (Standard y Gótica), una Fender Talon I, una Mayones Setius y una Mayones Regius. Estas dos últimas las empezó a utilizar durante la gira Where Death Is Most Alive Part II. Anteriormente utilizaba unos Rocktron Chameleon rack preamplificadores montados, pero después de la gira promocional del álbum Damage Done, él y Martin Henriksson comenzaron a utilizar amplificadores duales Peavey 510 y Mesa/Boogie junto con procesadores de modelado. Durante la realización de We Are the Void, se les puede ver usando en el estudio un Peavey 6505, un ENGL Powerball entre otros. [cita requerida]

## Discografía como músico
Con Dark Tranquillity
- Enfeebled Earth (Demo, lanzado bajo el nombre de Septic Broiler) - 1989
- Trail of Life Decayed (Demo) - 1991
- A Moonclad Reflection (EP) - 1992
- Tranquillity (Demo Cassette) (que incluye Trail of Life Decayed y A Moonclad Reflection) - 1993
- Skydancer - 1993
- Of Chaos and Eternal Night (MCD) - 1995
- The Gallery - 1995
- Enter Suicidal Angels (MCD) - 1996
- The Mind's I - 1997
- The World Domination (VHS) - 1998
- Projector - 1999
- Skydancer/Of Chaos and Eternal Night (Relanzamiento) - 2000
- Haven - 2000
- Damage Done - 2002
- Live Damage (DVD) - 2003
- Exposures - In Retrospect and Denial (Recopilación) - 2004
- Lost to Apathy (EP) - 2004
- Character - 2005
- Fiction - 2007
- A Closer End (Recopilación) - 2008
- Where Death Is Most Alive (DVD) - 2009
- We Are the Void - 2010
- Construct - 2013
- Atoma - 2016

Con Laethora
- March of the Parasite - 2007
- The Light In Which We All Burn - 2010

Como invitado
- Sigh - Gallows Gallery (Guitarrista invitado en la canción "In a Drowse") - 2006

## Carátulas
- ...And Oceans - A.M.G.O.D.
- Ablaze My Sorrow - Anger, Hate, Fury
- Ajattara - ITSE
- Ajattara - Kuolema
- Ajattara - Tyhjyys
- Agregator - A Semmi Ágán
- Agregator - Szürkület
- Alas - Absolute Purity
- Amethyst - Dea Noctilucae
- Amortis - Gift of Tongues
- Andrómeda - Extension of the Wish
- Andrómeda - Crescendo of Thoughts
- Andrómeda - Chimera
- Arch Enemy - Wages of Sin
- Arch Enemy - Burning Angel EP
- Arch Enemy - Anthems of Rebellion
- Arch Enemy - Dead Eyes See No Future EP
- Arch Enemy - Live Doomsday DVD
- Arch Enemy - Rise of the Tyrant
- Arise - The Godly Work of Art
- Arise - Kings of the Cloned Generation
- Armageddon - Embrace the Mystery
- As Memory Dies - Transmutate
- Autumnblaze - DämmerElbenTragödie
- Autumnblaze - Words are Not What They Seem
- Callenish Circle - Flesh Power Dominion
- Callenish Circle - My Passion // Your Pain
- Callenish Circle - Forbidden Empathy
- Ceremonial Oath - The Lost Name of God EP
- Charon - Tearstained
- Charon - Downhearted
- Charon - Little Angel EP
- Corporation 187 - Perfection in Pain
- Dark Age - Álbum homónimo
- Dark Tranquillity - Haven
- Dark Tranquillity - Projector
- Dark Tranquillity - Skydancer/Of Chaos and Eternal Night
- Dark Tranquillity - Damage Done
- Dark Tranquillity - Exposures - In Retrospect and Denial
- Dark Tranquillity - Lost to Apathy
- Dark Tranquillity - Character
- Dark Tranquillity - Fiction
- Dawn of Relic - Lovecraftian Dark
- Deadsoil - Sacrifice
- Detonation - An Epic Defiance
- Detonation - Portals to Uphobia
- Dimension Zero - Silent Night Fever
- Dimension Zero - This Is Hell
- Dominion Caligula - A New Era Rises
- Dragonland - Astronomy
- Dreamaker - Human Device
- Empyrium - Weiland
- Enforsaken - The Forever Endeavour
- Enter Chaos - Aura Sense
- Enter My Silence - Remotecontrolled Scythe
- Entwine - Gone
- Entwine - New Dawn (mcd)
- Eternal Tears of Sorrow - Chaotic Beauty
- Eternal Tears of Sorrow - A Virgin and a Whore
- Eternal Tears of Sorrow - The Last One for Life (EP)
- Ethereal Spawn - Ablaze in Viral Flames
- Eventide - Caress the Abstract (mcd)
- Eventide - Promo 2000
- Eventide - No Place Darker
- Eventide - Diaries from the Gallows
- Evilheart - Storm Of Annihilation
- Eyetrap - Folk Magic
- Fields of Asphodel - Deathflower (mcd)
- Flowing Tears - Jade
- Fragments of Unbecoming - Sterling Black Icon
- Gaia - Gaia
- Gardenian - Sindustries
- Gardenian - Soulburner
- Green Carnation - Journey to the End of the Night
- Green Carnation - Light of Day, Day of Darkness
- Green Carnation - The Quiet Offspring
- Harm - Devil
- Hypocrite - Edge of Existence
- In Flames - The Tokyo Showdown
- In Flames - Reroute to Remain
- In Flames - Trigger
- In Flames - Soundtrack to Your Escape
- In Flames - "The Quiet Place"
- Jeremy - Edge on the History
- Jeremy - The 2nd Advent
- Kang in O - s/t
- Kayser - Frame the World...Hang on the Wall
- Kerozene - Kerozene
- Kiuas - The New Dark Age
- Kryptos - Spiral Ascent
- Lacrimas Produndere - Ave End
- Last Tribe - The Uncrowned
- Laethora - March of the Parasite
- Lost Horizon - Awakening the World
- Love in the Time of Cholera - The Sun Through Glass
- Luciferion - The Apostate
- Lullacry - Be My God
- Madrigal - Enticed (ep)
- Madrigal - I Die You Soar
- Mercenary - 11 Dreams
- Mercenary - Architect of Lies
- Miscellany - Miscellany
- Mirrored Mind - At Meridian
- Moonshine - Eternal
- Moonsorrow - Suden Udi
- Mourning Caress - Escape
- My Blood Is Fire - The End of Innocence
- Mörk Gryning - Maelstrom Chaos
- Naglfar - Sheol
- Narcissus - Crave and Collapse
- Nightrage - Sweet Vengeance
- Novembre - Classica
- Opposite Sides - Soul Mechanics
- Passenger - Passenger
- Passenger - In Reverse (ep)
- Pathos - Katharsis
- Red Aim - Niagara
- Rockateers - Louder Than Ever (ep)
- Sanctus - Aeon Sky
- Samadhi - Incandescence
- Satanic Slaughter - Banished to the Underworld
- Scaar - The Second Incisión
- Scylla - Mater Dolorosa
- Sentenced - Crimson
- Sentenced - Killing Me, Killing You (ep)
- Shadownation - Promo 2001
- Silence - Enola
- Silence - The P/O/U/R Letters
- Skyfall - Skyfall
- Sleeping X - Sleeping X (demo ep)
- Soultorn - Masks
- Spiritual Beggars - Demons
- Sunset Sphere - Storm Before Silence
- Supreme Majesty - Tales of a Tragic Kingdom
- Supreme Majesty - Danger
- Tactile Gemma - Tactile Gemma
- The Crest - Letters from Fire
- The Forsaken - Traces of the Past
- The More I See - The More I See
- Thundra - Blood of Your Soul
- Thyrane - Hypnotic
- Thyrfing - Vansinnesvisor
- Time Requiem - The Inner Circle of Reality
- Turisas - Battle Metal
- Underthreat - Deathmosphere
- Urban Tales - Signs of Times
- Various Artists - No Fashion Classics
- Veneficum - Enigma Prognosis
- Vermin - Filthy Fucking Vermin
- Witchery - Symphony for the Devil (US version)
- Within Y - Extended Mental Dimensions
- Wolf - Wolf (German edition)
- Wolf - Moonshine (ep)